# Coro e Orchestra della Cappella Ludovicea
Il Coro e Orchestra della Cappella Ludovicea è l’istituzione musicale dei Pii Stabilimenti di Francia a Roma e a Loreto, patrocinata dall’Ambasciata di Francia presso la Santa Sede.

## Storia
La Cappella Ludovicea nasce nel 1518 congiuntamente alla costruzione della Chiesa di San Luigi dei Francesi.
La fondazione della basilica romana e del conseguente titolo cardinalizio era stata approvata nel 1478 da Sisto IV con una Bolla a favore del Regno di Francia che inoltre assicurava i territori oggi conosciuti come Pii Stabilimenti della Francia a Roma e a Loreto. La Cappella Ludovicea è l’ensemble musicale ufficiale dei Pii Stabilimenti della Francia a Roma e Loreto sotto l’alto patronato dell’Ambasciata di Francia presso la Santa Sede.
Dalla attenta sensibilità culturale della Francia è nata l’esigenza di fondare una cappella musicale con orchestra stabile con sede presso la chiesa di Trinità de’ Monti.
L’attenzione e la cura nella scelta e nell’esecuzione del repertorio sacro e l’attività concertistica che negli anni ha contraddistinto la Cappella Ludovicea creano le condizioni affinché venisse collocata fra le “Cento eccellenze italiane nel mondo” unendosi al plauso della critica musicale.
I solisti, i maestri cantori e i professori d’orchestra che formano l’ensemble si distinguono per gli studi specifici e vantano collaborazioni con i prestigiosi enti musicali del territorio italiano ed estero.
Il rapporto che lega la Cappella Ludovicea alla Francia ha dato luogo ad eventi musicali di rilievo come il concerto nella Chapelle Royale nello Chateau de Versailles a Parigi alla presenza del presidente Jacques Chirac e del mondo politico e culturale francese ed europeo; la messa solenne nella Basilica di S. Giovanni in Laterano per l’arrivo dei presidenti Nicolas Sarkozy e dell’attuale presidente Emmanuel Macron; la messa solenne e il concerto di Narbonne (Francia) con grande risonanza sulla stampa locale; gli eventi musicali in particolari celebrazioni storiche, culturali e artistiche come i festival internazionali “Le cinque perle del barocco” e “suona francese”; l’istituzione  della “Festa della Musica” il 21 Giugno.
La Cappella Ludovicea è stata ospite in numerosi contesti prestigiosi come la partecipazione al “Festival di musica e arte sacra di Roma” nello stesso cartellone con i Wiener Philharmoniker, l’orchestra di Monte Carlo e l’orchestra del Teatro dell’Opera di Roma; al “Festival di Pasqua” nel Duomo di Orvieto; a Milano in Santa Maria delle Grazie, sponsorizzata da TOTAL Petroli, dove ha eseguito concerti su Corelli e Rossini oltre ai 5 “Concerti di Natale che la Total ha organizzato presso la Chiesa di Trinità dei Monti di Roma.
Ricordiamo anche concerto per il Giappone organizzato dal Vaticano presso la Basilica Papale di Santa Maria Maggiore di Roma; i concerti per Rai international, TV Sat 2000 e la Tv Francese KTO; il concerto presso la Chiesa Teutonica in Vaticano in occasione della Conversione di Costantino; l’invito in occasione dei festeggiamenti per il 250º anniversario del Teatro Rossini (Lugo di Romagna) per eseguire la “Petite Messe Solennelle” con la pubblicazione di un CD live oltre all’interessamento di RAI1 e RAI2 alle esecuzioni concertistiche.
Numerosi sono i CD incisi dai solisti, dal coro e dall’orchestra della Cappella Ludovicea per diverse case discografiche; di recente pubblicazione il nuovo CD registrato in occasione dei festeggiamenti per il 500º anno dalla costruzione di San Luigi dei Francesi, prodotto dai Pii Stabilimenti della Francia.
Da evidenziare ancora l’esecuzione ad aprile 2016 per il Giubileo della misericordia, in prima assoluta a Roma del “Requiem” di W. A. Mozart nella versione elaborata da Robert Levin; il concerto per il congresso Mondiale per la società tedesca “SIXT” tenutosi a Roma in Santa Maria degli Angeli. Dal 2020 la Televisione Francese KTO riprende e trasmette sul suo canale internazionale i Concerti della Cappella Ludovicea.

Ha inoltre eseguito il concerto dedicato a Notre-Dame de Paris “REBATISSON ENSEMBLE” nella chiesa di San Luigi Dei Francesi a Roma. Nel settembre del 2020 esegue il concerto presso Il Senato della Repubblica Italiana in diretta televisiva Rai e nel 2021 è ospite del festival Internazionale di Musica Sacra con l’esecuzione del Requiem di W.A.Mozart.